# Telemare (Emilia-Romagna)
Telemare è stata un'emittente televisiva locale dell'Emilia-Romagna con sede a Cesenatico, fondata nel 1977 e in attività fino ai primi anni del 2000. Il logo era un delfino.
Dagli anni ottanta e fino agli anni 2000 è stata una delle televisioni locali private più seguite in Romagna. 

## Storia
Venne fondata a Cesenatico da Ubaldo Branzanti, già editore di RadioMare e titolare della società Studio 38 srl. Trasmetteva programmi nei quali il pubblico poteva fare dediche e richieste, ma anche serate danzanti, eventi sportivi, trasmissioni mediche, politiche e di cucina. Nei primi anni del 2000 la famiglia Branzanti vendette le frequenze. Il nome completo era TeleRadioMare Cesenatico (Trmc), e trasmetteva sul canale UHF 38. L'avvio ufficiale delle trasmissioni risale al 24 ottobre 1978. Inizialmente vennero proposti molti programmi di derivazione musicale mutuati dalle trasmissioni radiofoniche trasmesse su RadioMare, una radio privata nata nel 1975, con orchestre di liscio romagnole e serate danzanti presentate dallo stesso titolare Ubaldo Branzanti che era anche speaker radiofonico. Oltre ai programmi ripresi dalla radio, vennero trasmessi film, telefilm, cartoni animati, un telegiornale locale, una rubrica con richieste di offerte di lavoro, rubriche sportive e gli incontri della squadra di calcio del Cesenatico e qualche film per adulti.
Fu la prima emittente in Italia ad usare una tecnologia digitale, grazie a un apparato in grado di trasmettere spot pubblicitari direttamente da computer senza l'ausilio di videoregistratori e nastri. Nel corso degli anni ottanta, la rete estese la propria area di copertura in tutta l'area da Bologna fino a Pesaro, divenendo una delle emittenti locali più seguite in Romagna e in Italia. Vennero acquisiti anche i canali UHF 38, 48 e 66. Fu inoltre sottoscritto un accordo con Telemilano 58 per la trasmissione di un gioco a premi condotto da Mike Bongiorno, e qualche mese dopo entrò a far parte di Canale 10, un circuito che ritrasmetteva i programmi di Canale 5. Già nel 1981, tuttavia, l'accordo con Fininvest si ruppe per mantenere una propria fascia di programmazione autonoma. 
Arrivarono richieste di acquisizione da parte di Berlusconi, Rusconi e dal governo di San Marino che però non vennero accettate. Venne stretto un accordo con la rete locale toscana RTV 38 il quale, per tutti gli anni ottanta con la denominazione di TeleMare Rtv 38 e un doppio logo, permise di trasmettere anche alcuni programmi della consociata.
Fra i successi della televisione ci furono in questo periodo le esibizioni del cantante Gianni Drudi, che verranno riprese da molte altre televisioni locali e sui network nazionali. Vennero proposti anche gli incontri di calcio del Cesenatico, del Ravenna, del Rimini, del Cervia, talvolta anche quelli del Cesena, oltre a una per allora innovativa rassegna stampa.
Negli anni novanta esordì il programma Zona Franca condotto da Gianfranco Funari, ed entrò a far parte del circuito Rete Mia e poi di Supersix e di Italia 9 Network.
Dalla trasmissione Il trampolino, dedicata a persone che vogliono esordire nel mondo dello spettacolo, si affermò Gianni Drudi con la canzone Fiky Fiky che verrà poi ripresa sui network nazionali che estrapolarono alcuni spezzoni della trasmissione nel programma Mai dire TV della Gialappa's Band. 
Nel 2001 la televisione fu ceduta al Gruppo Editoriale Romi Osti, interrompendo di fatto le trasmissioni nel 2002 quando le frequenze iniziarono ad essere impiegate per trasmettere La9 dello stesso Romi Osti.